# Cabeção
Cabeção é uma povoação portuguesa sede da Freguesia de Cabeção do Município de Mora, freguesia com 47,43 km² de área e 863 habitantes (censo de 2021), tendo, por isso, uma densidade populacional de 18,2 hab./km².
Cabeção é reconhecida internacionalmente pela sua Pista de Pesca Desportiva, situada na Ribeira da Raia, e pelo seu vinho, feito em pequenas adegas, em talhas de barro, segundo métodos tradicionais.
De realçar ainda que parte do território da freguesia pertence ao "Sítio Cabeção", que é uma área proposta para integrar a Rede Ecológica Europeia (Rede Natura 2000). A seleção deste Sítio prende-se com o facto de possuir valores naturais representativos da biodiversidade do território português, e por isso importantes para a conservação da natureza, ao nível da União Europeia.

## Demografia
A população registada nos censos foi:
| Distribuição da População por Grupos Etários | Distribuição da População por Grupos Etários | Distribuição da População por Grupos Etários | Distribuição da População por Grupos Etários | Distribuição da População por Grupos Etários |
| -------------------------------------------- | -------------------------------------------- | -------------------------------------------- | -------------------------------------------- | -------------------------------------------- |
| Ano                                          | 0-14 Anos                                    | 15-24 Anos                                   | 25-64 Anos                                   | > 65 Anos                                    |
| 2001                                         | 119                                          | 130                                          | 541                                          | 469                                          |
| 2011                                         | 92                                           | 74                                           | 475                                          | 432                                          |
| 2021                                         | 61                                           | 53                                           | 330                                          | 419                                          |

## História
A Vila de Cabeção terá sido fundada pela Ordem de Avis no local conhecido até então como "Quinta de São Salvador" sendo posteriormente elevada a categoria de Vila em 1578, pelo Rei D. Sebastião, que concedeu ao povo o direito de usufruir livremente do pinhal, hoje Mata Nacional de Cabeção. Segundo a tradição, a actual Vila teve a sua origem numa quinta denominada de S. Salvador do Mundo, fundada pela Ordem de Avis.

## Património
- Pelourinho de Cabeção
- Torrinha do Castelo
- Igreja e Hospital da Misericórdia do Cabeção
- Centro Cultural de Cabeção
- Teatro de Cabeção
- Fluviário de Mora
- Parque Ecológico do Gameiro
- Antas do Monte da Ordem Fotos
- Capela do Monte da Gonçala Fotos
- Moinhos de água do Duque, da Arieireira e do Madeira ou Moinhos de água do Duque, da Arieira e do Catarino

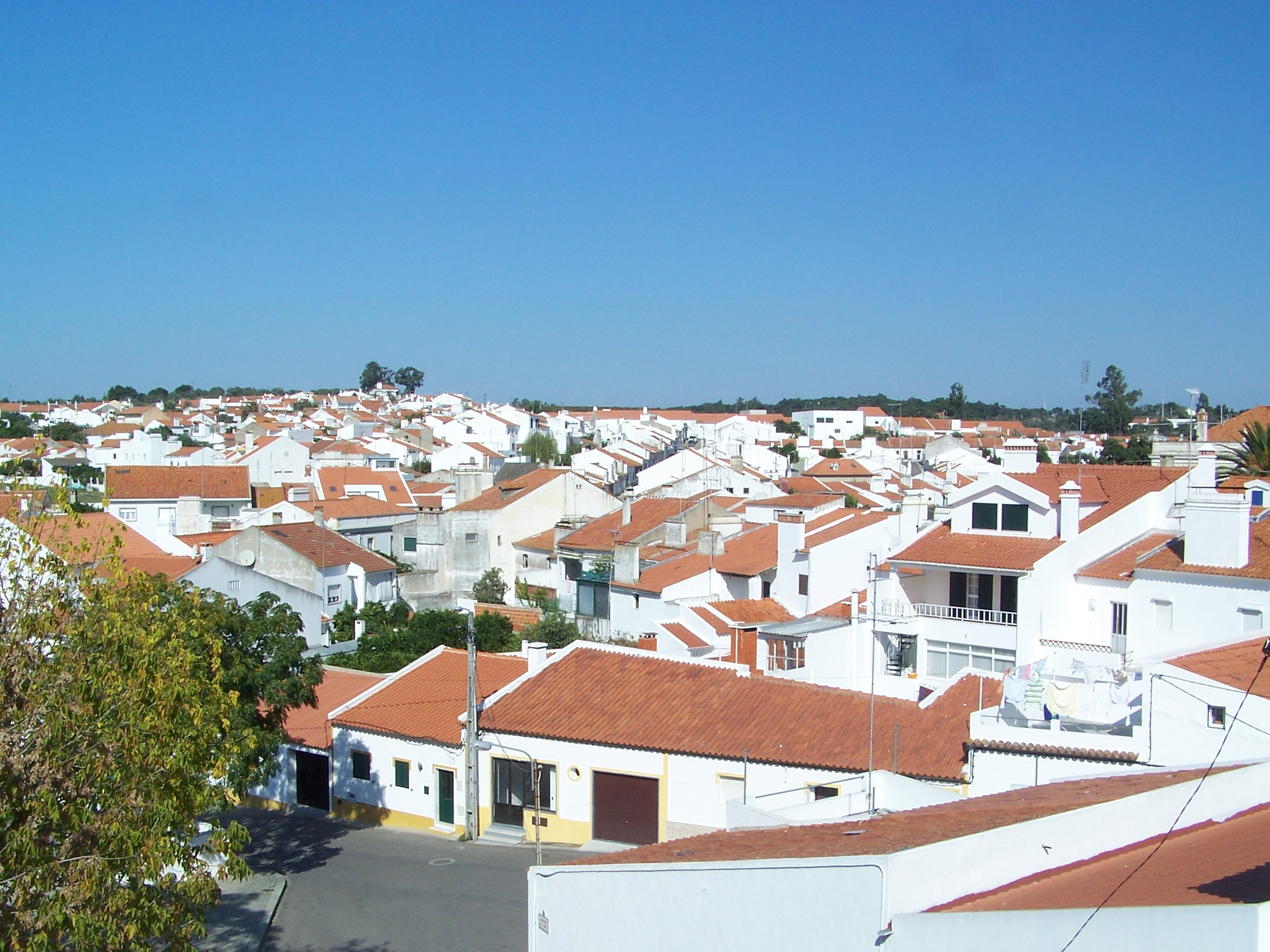
Vista parcial desde a Igreja Matriz.

## Feriado municipal
O feriado municipal é na segunda-feira de Páscoa.

## Festividades
Procissão do Sr. dos Passos no Domingo antes dos Ramos.